# Przygody barona Munchausena
Przygody barona Munchausena – brytyjsko-niemiecki film fantasy z 1989 roku w reżyserii Terry’ego Gilliama na podstawie powieści Rudolfa Ericha Raspego i Gottfrieda Augusta Bürgera. Zdjęcia plenerowe kręcono w hiszpańskiej Aragonii (Belchite) i Andaluzji (przylądek Cabo de Gata).

## Główne role
- John Neville jako Hieronymus Carl Friedrich von Münchhausen
- Eric Idle jako Desmond/Berthold
- Sarah Polley jako Sally Salt
- Oliver Reed jako Wulkan
- Charles McKeown jako Rupert/Adolf
- Winston Dennis jako Bill/Albrecht
- Jack Purvis jako Jeremy/Gustavus
- Valentina Cortese jako królowa Ariadne/Violet
- Jonathan Pryce jako zarządca Zwyczajny Horatio Jackson
- Robin Williams jako król księżyca

## Fabuła
Koniec XVIII wieku, wiek rozumu, środa. Miasto oblegane przez Turków. W gruzach teatru trupa wystawia sztukę Przygody barona Münchhausena. Mieszkańcy czekając na zagładę, wypełniają ostatnie godziny oglądając spektakl. Nagle na scenie pojawia się prawdziwy baron. Obiecuje mieszkańcom, że zakończy wojnę. Ale żeby to zrobić, musi odnaleźć swoich dawnych towarzyszy, obdarzonych niezwykłymi umiejętnościami. Wraz z nim na poszukiwanie rusza mała Sally. W drodze bohaterowie odwiedzają Księżyc, wnętrze wulkanu i spotykają potwora morskiego.

## Nagrody i nominacje
Oscary za rok 1989
- Najlepsza scenografia i dekoracje wnętrz – Dante Ferretti, Francesca Lo Schiavo (nominacja)
- Najlepsze kostiumy – Gabriella Pescucci (nominacja)
- Najlepsza charakteryzacja – Maggie Weston, Fabrizio Sforza (nominacja)
- Najlepsze efekty specjalne – Richard Conway, Kent Houston (nominacja)

Nagrody BAFTA 1989
- Najlepsze kostiumy – Gabriella Pescucci
- Najlepsza charakteryzacja – Maggie Weston, Fabrizio Sforza, Pam Meager
- Najlepsza scenografia – Dante Ferretti
- Najlepsze efekty specjalne – Kent Houston, Richard Conway (nominacja)

Nagrody Saturn 1989/90
- Najlepszy film fantasy (nominacja)
- Najlepsza charakteryzacja (nominacja)
- Najlepsze efekty specjalne (nominacja)
- Najlepsze kostiumy – Gabriella Pescucci (nominacja)